# 26. Waffen-Grenadier-Division der SS "Hungaria"
La 26. Waffen-Grenadier-Division der SS  (ungarische Nr. 2), detta "Hungaria" o "Gömbös", fu una divisione di fanteria delle Waffen-SS costituita nel novembre del 1944 con volontari ungheresi; mai pienamente operativa a causa della carenza di armi con cui equipaggiarla e dell'abbandono della sua area di addestramento a causa delle avanzate dell'Armata Rossa, combatté in Germania sia contro i sovietici che contro gli statunitensi prima di arrendersi a questi ultimi nel maggio del 1945.

## Storia
La costituzione della divisione fu autorizzata nel novembre del 1944, dopo la deposizione del governo ungherese ad opera dei tedeschi per prevenirne una possibile defezione dall'Asse, e l'unità fu designata "26. Waffen Grenadier Division der SS (ungarische Nr.2.)" il 27 dicembre 1944: per quella data la divisione annoverava una forza di 8.000 uomini, tra cui 3.000 soldati dell'ex Regio esercito ungherese e 5.000 coscritti civili. L'unità fu inviata a Schieratz nel Reichsgau Wartheland (parte della Polonia annessa al Terzo Reich) per essere addestrata ed equipaggiata, raggiungendo sulla carta un organico di 13.000 uomini di cui 10.000 coscritti civili; la fornitura di armi per la divisione procedette a rilento, e nel gennaio del 1945 le poche armi pesanti consegnate furono requisite dalla 9. Armee per contrastare l'offensiva Vistola-Oder sovietica; circa nello stesso periodo elementi della divisione furono impegnati in occasionali scontri con i partigiani polacchi dell'Armia Krajowa mentre procedevano alla ricerca di cibo nelle campagne. Secondo alcune fonti la divisione fu insignita del titolo di "Hungaria" il 29 gennaio 1945.
Con l'approssimarsi delle forze sovietiche a Schieratz la divisione fu costretta a ritirarsi sull'Oder, soffrendo circa 2.500 perdite; l'unità fu trasferita nel campo di Neuhammer dove si unità alla sua divisione gemella, la 25. Waffen-Grenadier-Division der SS "Hunyadi", ma entrambe le divisioni furono obbligate a un nuovo ripiegamento sotto i colpi dell'avanzata sovietica: elementi della 26. Division formarono un kampfgruppe lasciato indietro a Neuhammer per coprire la ritirata, il quale finì in gran parte distrutto in scontri con i sovietici. Tra il 3 e il 5 maggio 1945 i resti della divisione si arresero infine alle forze statunitensi della Third Army nelle vicinanze di Attersee am Attersee, in Austria.

## Comandanti
| Grado             | Nome           | Inizio nomina   | Fine nomina     |
| ----------------- | -------------- | --------------- | --------------- |
| SS-Standtenführer | Rolf Tiemann   | novembre 1944   | novembre 1944   |
| SS-Oberführer     | Zoltan Pisky   | novembre 1944   | 23 gennaio 1945 |
| SS-Oberführer     | Laszlo Deak    | 23 gennaio 1945 | 29 gennaio 1945 |
| SS-Brigadeführer  | Berthold Maack | 29 gennaio 1945 | 21 marzo 1945   |
| SS-Gruppenführer  | Jozef Grassy   | 21 marzo 1945   | 8 maggio 1945   |

## Ordine di battaglia
| Unità militari appartenenti al "26. Waffen-Grenadier-Division der SS "Hungaria" o "Gömbos" |
| ------------------------------------------------------------------------------------------ |
| Waffen-Grenadier-Regiment der SS 64 (ungarisches Nr. 4)                                    |
| Waffen-Grenadier-Regiment der SS 65 (ungarisches Nr. 5)                                    |
| Waffen-Grenadier-Regiment der SS 66 (ungarisches Nr. 6)                                    |
| Waffen-Artillerie-Regiment der SS 26                                                       |
| Waffen-Schi-Bataillon 26                                                                   |